# Pisto murciano

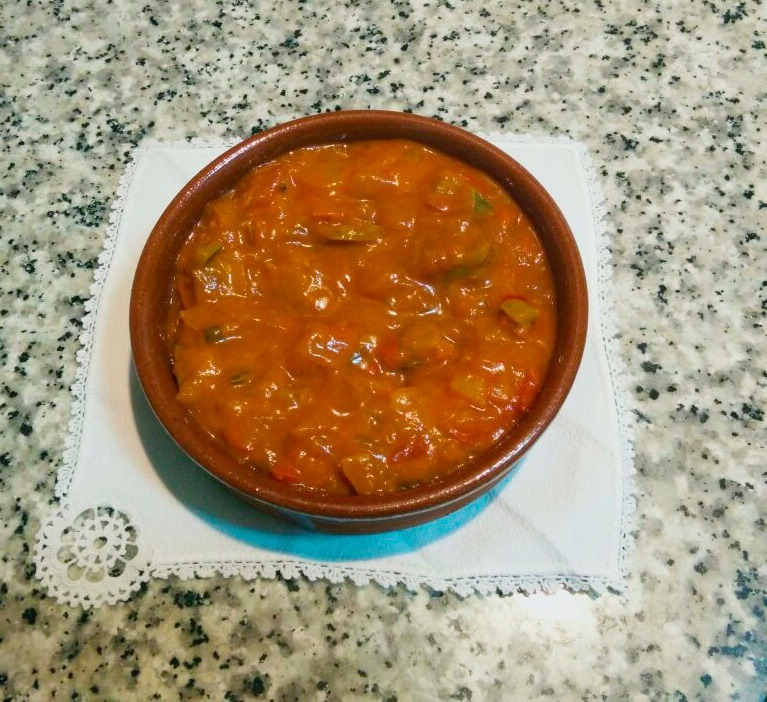
Plato de pisto murciano.

El pisto murciano es una variación del pisto manchego o pisto. Es un plato tradicional en la gastronomía característica de la Región de Murcia, como los paparajotes, olla gitana, mondongo o migas. Entre sus ingredientes principales podemos encontrar pimiento, tomate, cebolla, berenjena y huevo. Dichos ingredientes suelen tener procedencia de la huerta murciana. 

## Historia
El pisto murciano es una receta muy antigua, al igual que todas las recetas arraigadas de la huerta de Murcia y el Campo de Cartagena. Su origen no se puede detallar con exactitud, pero su aparición se relaciona con la presencia musulmana.

## Características

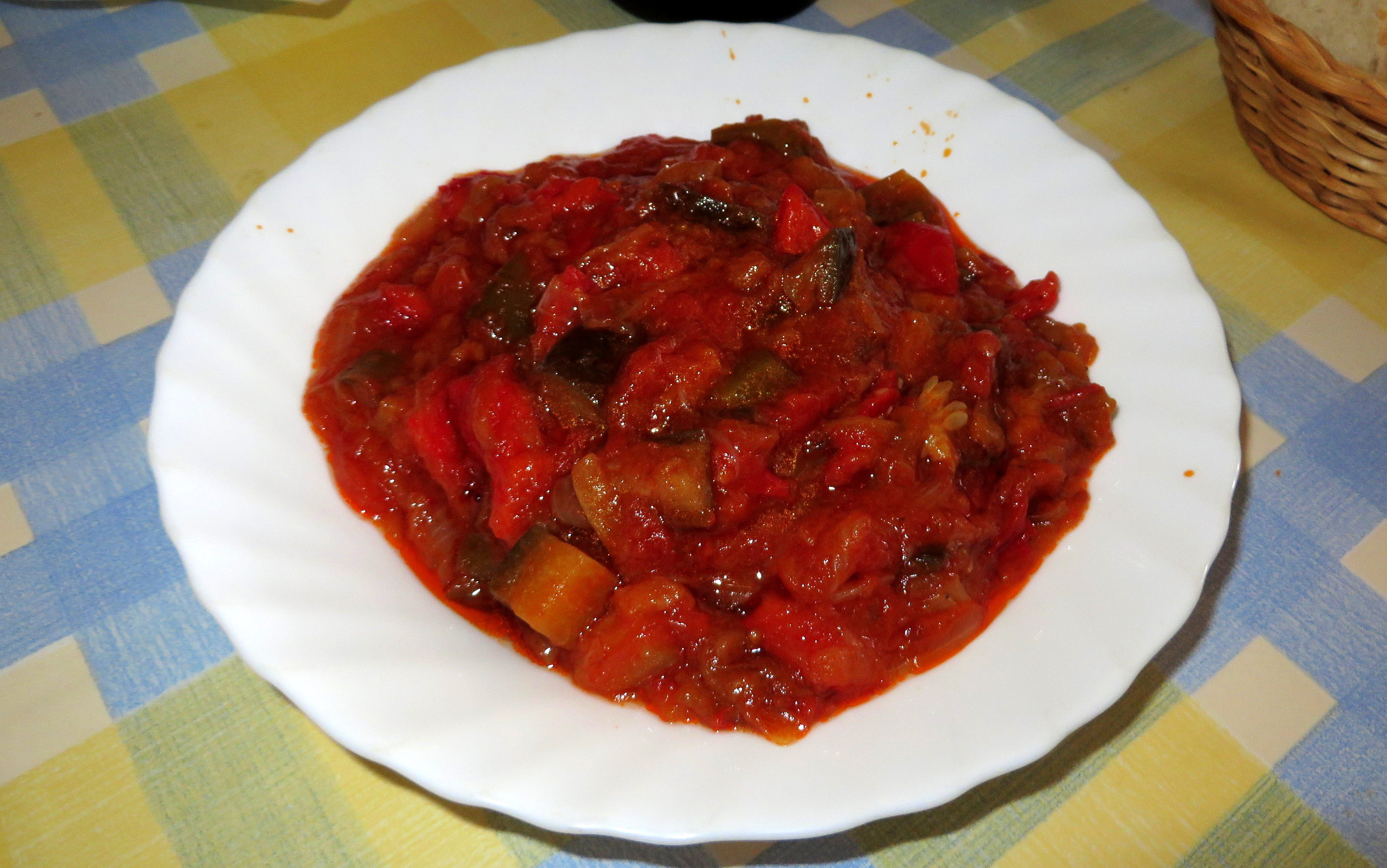
Pisto murciano

Ésta tradicional y sencilla receta recibe gran parte de su importancia de las frutas y hortalizas que se cultivan durante todo el año en la huerta de Murcia. Requiere de una preparación rápida y se considera un entrante idóneo tanto para banquetes o celebraciones, como para comidas normales.

## Ingredientes y modo de elaboración
Cebolla, tomates, pimientos verdes, calabacín, huevos (opcional) berenjenas(opcional), aceite de oliva, sal.

## Servir
El pisto murciano es un plato que se sirve frío, siguiendo la costumbre, en cazuela de barro. A menudo se sirve como entrante o como cena fría. Se suele acompañar de varios tipos de aperitivos y entremeses, así como gran variedad de bebidas, ya que admite tanto un buen vino tinto como una cerveza, gracias, en cierta parte, a su carácter ligero y refrescante. Es un plato que gusta de ser mojado o sopado, por lo tanto, no puede faltar el pan en su acompañamiento. Es un plato que se puede degustar en cualquier época del año, pero es más habitual encontrarse con él, en primavera y en verano, ello se debe por un lado, a la gran variedad de vegetales huertanos que convierte este plato en una comida de gran riqueza nutritiva, refrescante y ligera; y por otro lado, se trata de una comida refrescante que es sustituida por los guisos o caldos, típicos del invierno.

## Variaciones principales
Hay dos variaciones principales del pisto murciano: 
La primera variación trata de añadir huevo batido a la receta. Consiste únicamente en añadir huevo batido en el momento en que los demás ingredientes se están friendo. al igual que en la receta, se remueve todo junto en la sartén durante varios minutos. 
La segunda variante se trata del moje. Consiste en una ensalada fría, compuesta de tomate, cebolla, atún, y olivas de cuquillo.Todo esto se aliña con aceite de oliva, cebolla, sal y rodajas de huevo. El moje a su vez presenta variaciones como el mojete, preparado con bacalao, o el pisto manchego.